# Bodzew
Bodzew – wieś sołecka w Polsce położona w województwie mazowieckim, w powiecie grójeckim, w gminie Belsk Duży.
Wieś szlachecka Bodzewo położona była w drugiej połowie XVI wieku w powiecie grójeckim ziemi czerskiej województwa mazowieckiego. W latach 1975–1998 miejscowość administracyjnie należała do województwa radomskiego.